# David Caruso
David Stephen Caruso (Forest Hills, Queens, SAD, 7. siječnja 1956.) je američki glumac i producent. Najpoznatiji je po ulozi Horatia Cainea u kriminalističkoj seriji CSI: Miami.

## Rani život
Rođen je u Forest Hillsu, Queens, SAD kao sin knjižničarke Joan i urednika novina Charlesa Carusoa. Po vjeri je rimokatolik, iako je talijansko-irskog podrijetla. Pohađao je katoličku školu djevice Marije. Zatim je pohađao nadbiskupsku gimnaziju. Diplomirao je 1974. godine.

## Karijera
Godine 1980. je snimio prvi film Getting Wasted u kojem je glumio ulogu Dannyja. Glumio je i u filmovima Rambo, An Officer and a Gentleman, Plavi grad, Thief of Hearts, Kineska djevojka, a poznat je i po ulogama u filmovima Blizanci, Hudson Hawk, Kralj New Yorka, Jedna žena, dva muškarca, Poljubac smrti, Jade, Proof of Life, Session 9. Glumio je u mnogim kriminalističkim i tv serijama pa je 1993. godine glumio detektiva Johna Kellya u seriji Newyorški plavci. Zapaženu ulogu je imao i u seriji Michael Hayes, a od 2002. do 2012. godine glumio je glavnog inspektora Horatia Cainea u kriminalističkoj seriji CSI: Miami. 

## Vanjske poveznice
- David Caruso u internetskoj bazi filmova IMDb-u (engl.)